# Симоне Дзадза
Симоне Дзадза (на италиански: Simone Zaza) е италиански професионален футболист.

## Кариера

### Ранни години
Дзадза минава през младежките академии на Стела Адзура Берналда, Валдера, Сампдория и Аталанта. Именно в Аталанта записва първи минути с мъжкия тим.

### Сампдория
През юли 2010 г. преминава в отбора от Генуа, като е даван под наем в Юве Стабия, Виареджо и Асколи. За отбора на Сампдория записва едва два мача.

### Сасуоло
На 9 юли 2013 г. преминава в Ювентус, които го преотстъпват на Сасуоло със съвместна собственост 50%. В сезон 2013/14 вкарва първия си гол в Серия А. През юни 2014 г. Сасуоло откупуват изцяло правата за Дзадза от Ювентус за 7,5 млн. евро.

## Успехи
Ювентус
- Серия А (1) – 2016
- Суперкупа на Италия (1) – 2015